# Mangostana lahodná
Mangostana lahodná (Garcinia mangostana), v běžné řeči mangostan, je tropický stálezelený strom původem z Indonésie, ze Sundských ostrovů a souostroví Moluky. Postupně se rozšířil do Afriky, Karibiku, Austrálie a Jižní Ameriky. Ze stromu se konzumuje pouze dužina plodu, která je obalena v tmavě červenofialové slupce. Do Evropy se jeho plody dovážejí především z Brazílie. 

## Historie
Popis mangostanu poprvé zaznamenal švédský přírodovědec Carl Linné ve svém díle Species plantarum v roce 1753.
V roce 1787 britská vláda financovala expedici za účelem přivezení mangostanu. Měl být pěstován v Karibiku, ale až kapitán White v roce 1883 přivezl semena z indické Kalkaty a ve skleníku vévody z Northumberlandu v Syon Parku se podařilo vypěstovat první plody. Mangostan si poté údajně oblíbila i britská královna Viktorie.

## Rostlina
Strom mangostanu vyžaduje tropické podnebí s teplotami do 38 °C. Při teplotách pod 0 °C strom odumírá. Dorůstá výšky 6–25 m, má tmavě hnědou kůru a při poranění roní žlutý latex. Koruna je jehlanovitá, podobná koruně smrku. Olivově zelené vstřícné listy jsou krátce řapíkaté, mají lesklý povrch a vejčitě protáhlou špičku. Jsou 10–25 cm dlouhé a 7–13 cm široké.

Květy se čtyřmi kališními a čtyřmi masitými žlutozelenými korunními lístky vyrůstají na špičkách větví. Květ tvoří vně zelenavé a uvnitř žlutavě červené korunní plátky, mnoho tyčinek, jejichž nitky srůstají na spodu ve čtyři svazečky a svrchní semeník s přisedlou 4–8 laločnou bliznou.

## Plody

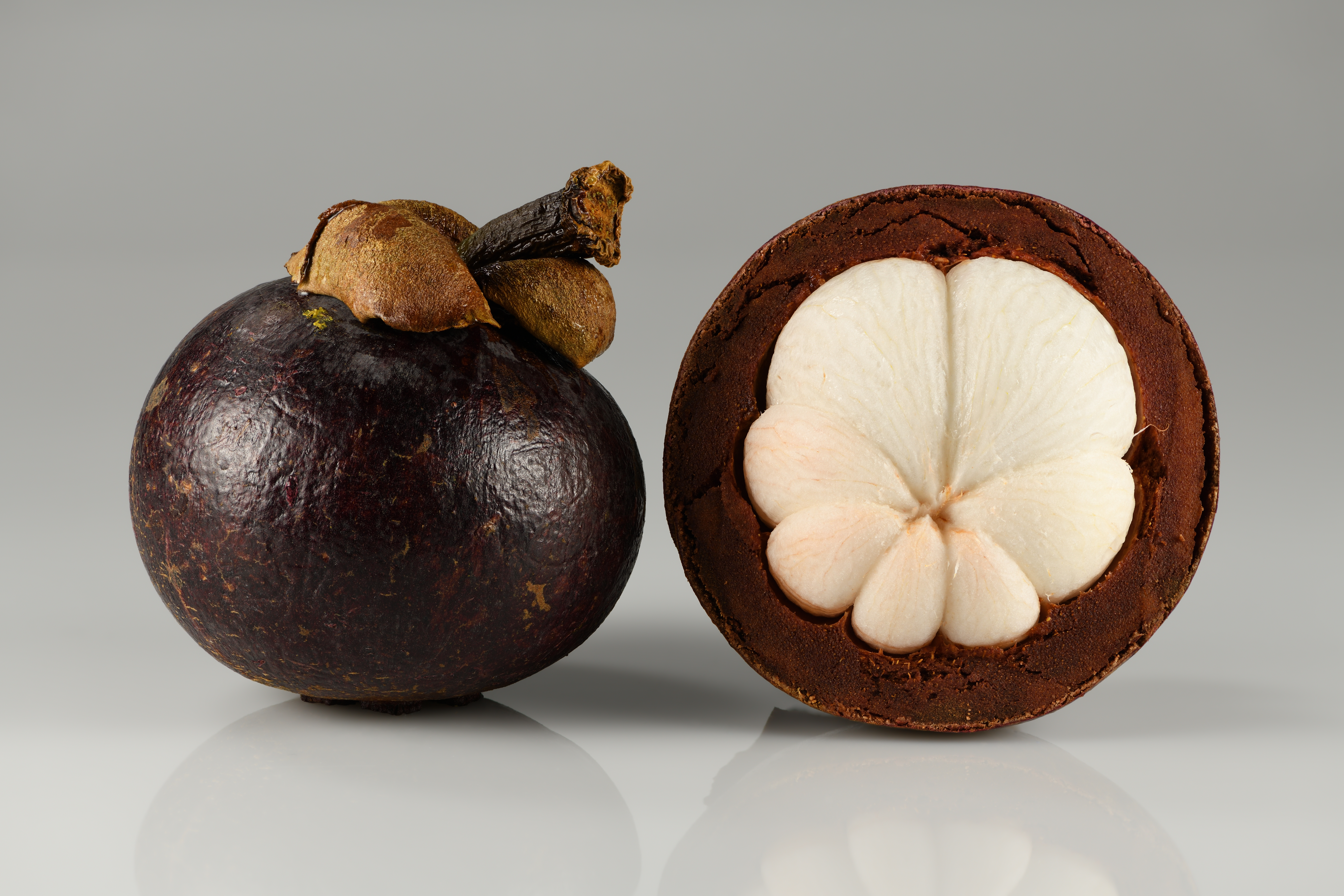
plod mangostany lahodné

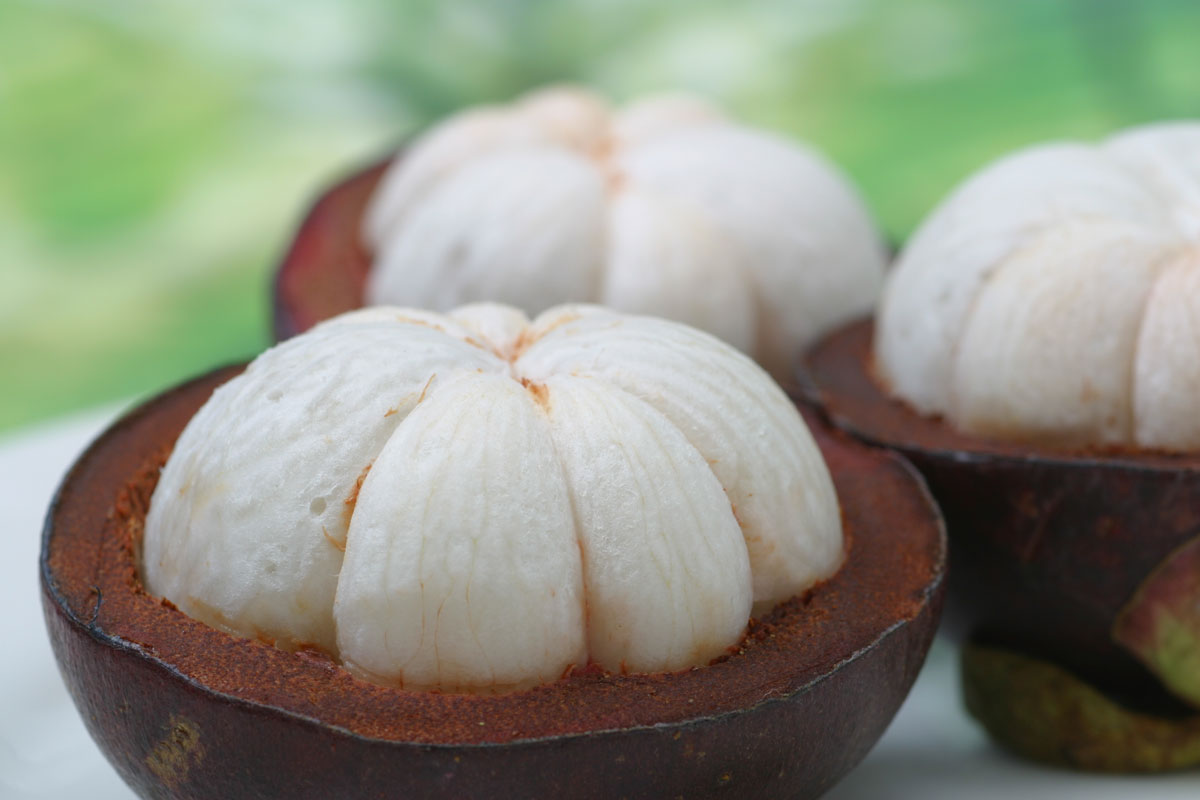
plod mangostany lahodné

Plody mangostanu jsou kulaté bobule o průměru přibližně 8 cm. Plod zraje 3 měsíce, přičemž na začátku je plod zelený a tvrdý. Až je plod zralý, tak se slupka zbarví do červenohněda až fialova a změkne. Pod slupkou je bílá dužina, která je rozdělena na čtyři až osm dílků s jadérky, která se nekonzumují. Dužina je lahodná, šťavnatá, sladkokyselá.
Mangostan lze použít do kompotů, marmelád, džusů, do krémů, pudinků i koktejlů.

### Léčivé účinky
Díky vysoké koncentraci xanthonů v plodech (podle některých zdrojů je mangostan nejbohatší zdroj xanthonů na světě) má mangostan léčivé účinky. Xanthony působí na různé bakterie (Staphylococcus aureus, Salmonella, Helicobacter pylori a enterokoky) a mají značné antioxidační schopnosti.
Mangostan se používá v tradiční medicíně v Asii, zejména v Thajsku, v Malajsii, na Filipínách, ve Vietnamu, v Indii a Číně. Účinkuje jako antibiotikum a antiparazitikum, užívá se při hojení ran, léčbě tuberkulózy, malárie, při zánětech uší, nosní sliznice, dýchacích cest, při zánětech močových cest, střevních potížích i dalších onemocněních. Mangostan dokáže utlumit bolest, odstraňuje únavu a nevolnost a snižuje teplotu.

### Nutriční hodnoty
Plody mangostanu jsou velmi bohaté na xanthony, antioxidanty ze skupiny flavonoidů. Z více než 200 xanthonů, které jsou nyní známy, je 40 v plodech mangostanu. Dále obsahují polyfenoly, katechiny a velké množství vody. Jsou bohaté na bílkoviny, vitamin C a vápník. Džus mangostanu pomáhá při léčení depresí, protože reguluje hladinu serotoninu a tryptofanu v krvi. Energetická hodnota je přibližně 70 kcal ve 100 g dužiny.

## Příbuzné druhy
- Garcinia cambogia – má menší žluté plody a dužinu bílé barvy
- Garcinia cowa – má větší meruňkově zbarvené plody, většinou jsou příliš kyselé a proto se nekomzumují syrové
- Garcinia indica – má kyselé, purpurové plody, ze kterých se vyrábí ocet, ze semen se lisuje kokumový olej
- Garcinia dulcis – roste na Molukách, má žluté plody
- Garcinia morella – původem z jihovýchodní Asie, produkuje oranžovočervenou pryskyřici zvanou gamboge[3]